# El Romereño
El Romereño är en ort i Mexiko.   Den ligger i kommunen Poncitlán och delstaten Jalisco, i den centrala delen av landet, 400 km väster om huvudstaden Mexico City. El Romereño ligger 1 540 meter över havet och antalet invånare är 2 182.
Terrängen runt El Romereño är kuperad åt sydväst, men åt nordost är den platt. Runt El Romereño är det ganska tätbefolkat, med 239 invånare per kvadratkilometer. Närmaste större samhälle är Ocotlán, 18,5 km öster om El Romereño. Trakten runt El Romereño består till största delen av jordbruksmark.